# 양주남
양주남(梁柱南, 1912년 3월 8일 ~ 생사불명)은 일제강점기의 영화 감독 겸 시인이며 예비역 대한민국 육군 상사이다.

## 소속
- 前 대한민국 국군홍보관리소 명예고문위원

## 생애

### 생애 초기와 어린 시절
본관(관향)은 남해(南海)이고 호(號)는 풍송(豊松)· 귤산(橘山)· 기현(岐峴)이다.
일제 강점기 경성부에서 출생한 그는 전라북도 남원과 전라남도 해남과 경상남도 남해와 경기도 시흥과 경기도 과천과 경기도 고양과 경기도 개풍과 경기도 개성과 황해도 장연에서 잠시 유년기를 보낸 적이 있고 이후 경성 공옥소학교 2학년 때이자 9세 시절이던 1920년에 부친상을 치렀다.

### 친척 관계
그의 6촌 재종형은 문학평론가·시인·수필가·국어국문학자·영어영문학자 겸 번역문학가 양주동(梁柱東, 1903년 6월 24일 ~ 1977년 2월 4일) 前 동국대학교 대학원 원장이다.

### 영화 및 문학 분야 활약 절정기와 은퇴
그는 시인 겸 아동극작가 및 국어국문학자 겸 수필가 모기윤(毛麒允, 1912년 2월 29일 ~ 1983년 6월 30일) 前 한글학회 이사장과도 문학 교류를 하였으며 그는 한때 그의 문하에 정일성· 윤삼륙· 전세권· 김벌래 등이 교습하였고 트로트 가수 및 영화 기획가 겸 영화제작자 고복수(高福壽, 1911년 12월 29일 ~ 1972년 2월 10일)·영화감독 겸 영화 시나리오 각본 작가 및 기획가 조긍하(趙肯夏, 1919년 8월 16일 ~ 1982년 1월 28일) 등과도 각각 영화 기획 투자 교류 협상을 시도하기도 한 그는 이처럼 서울에서 영화예술가 겸 연극연출가와 문학작가로 활발히 활약을 하다가 1977년 이후에는 경기도 안양에 전격 낙향하여 그곳에 거주하였고 이듬해 1978년 영화와 문학 및 연극연출을 비롯한 예술 분야에서 사실상 은퇴하였다.

### 학력
- 1925년 공옥소학교 졸업
- 1931년 신명고등보통학교 졸업

### 주요 경력
- 1932년 경성촬영소 연구원 1기 첫 입소하여 영화감독 이필우(李弼雨, 1897년 11월 27일 ~ 1978년 10월 20일)· 이명우(李明雨, 1903년 ~ 1959년) 형제의 문하생으로 입문.
- 1934년 경성영화촬영소 영화조감독분과 연구원 1기 입소(이 때 입소 동기로는 경기도 개풍 출신의 어약선(魚躍善, 1914년 9월 6일 ~ 1959년) 등이 있음.).
- 1936년 영화 《미몽(죽음의 자장가)》로 영화감독 및 편집감독 정식 데뷔.
- 1940년 영화 《수업료》로 영화 음향연출가 데뷔.
- 1941년 영화 《집 없는 천사》로 영화 음향감독 겸 영화 동시녹음연출가 데뷔.
- 1946년 김홍(金鴻)의 촉탁을 받아 자유영화사 편집국 국장 입직.
- 1947년 자유영화사 편집국 국장 직위에서 퇴진.
- 1948년 다큐멘터리 영화 《장추화 무용》으로 영화 현상감독 데뷔.
- 1949년 영화 《나라를 위하여》로 영화 녹음기사 데뷔.
- 1949년 영화 《성벽을 뚫고》로 영화 녹음감독 데뷔.
- 1949년 대한민국 국방부 정훈국 문관에 전격 발탁.
- 1950년 대한민국 육군 중사 임관하여 대한민국 국방부 정훈국 정훈부사관 복무(1950년 7월 30일 대한민국 육군 중사 임관).
- 1952년 대한민국 육군 상사 진급(1952년 8월 21일).
- 1952년 다큐멘터리 영화 《정의의 진격》으로 영화 촬영감독 데뷔.
- 1953년 초대 한국영화기술자협회 회장(부회장: 임병호).
- 1955년 사진집 《삼한 이남의 산하》를 발표하여 사진 작가로 입문.
- 1956년 대한민국 육군 상사 예편(1956년 10월 23일).
- 1958년 수필집 《강릉에서 춘천까지 소박한 여행로》를 발표하여 수필가로 등단.
- 1960년 영화 《대지의 어머니》를 감독.
- 1963년 시집 《길섶의 들풀꽃》을 발표하여 시인으로 등단.
- 1964년 연극 《청춘극장》으로 연극연출가 데뷔.
- 1966년 서라벌예술대학교 연극영화학과 특임교수(1966년 2월).
- 1966년 서라벌예술대학교 연극영화학과 특임교수 직위 퇴임(1966년 8월).
- 1966년 한국독립당 문화예술행정특보위원(1966년 12월).
- 1968년 한국독립당 문화예술행정특보위원 직위 퇴임(1968년 12월).
- 1972년 신민당 문화예술행정특임공보위원(1972년 6월).
- 1973년 신민당 문화예술행정특임공보위원 직위 퇴임(1973년 3월).
- 1973년 대한민국 국군홍보관리소 명예고문위원(1973년 6월).
- 1978년 대한민국 국군홍보관리소 명예고문위원 직위 퇴임(1978년 12월).

## 작품

### 영화 감독작
- 1936년 《미몽(죽음의 자장가)》
- 1960년 《대지의 어머니》

### 영화 편집감독작
- 1936년 《미몽(죽음의 자장가)》

### 영화 음향연출작
- 1940년 《수업료》

### 영화 동시녹음연출작
- 1941년 《집없는 천사》

### 영화 음향감독작
- 1941년 《집 없는 천사》

### 영화 현상감독작
- 1948년 《장추화 무용》

### 영화 녹음기술작
- 1949년 《나라를 위하여》

### 영화 녹음감독작
- 1949년 《성벽을 뚫고》

### 영화 촬영감독작
- 1952년 《정의의 진격》

### 사진집
- 1955년 《삼한 이남의 산하》

### 수필집
- 1958년 《강릉에서 춘천까지 소박한 여행로》

### 시집
- 1963년 《길섶의 들풀꽃》

### 연극 연출작
- 1964년 《청춘극장》

## 수상 및 서훈 경력
- 1954년 금성화랑무공훈장
- 1968년 공보부 장관 공로표창장
- 1972년 국방부 장관 공로표창장